# Aanvallen op Bergen op Zoom
De aanvallen op Bergen op Zoom waren twee aanvallen op de stad Bergen op Zoom in Noord-Brabant door de Franse banneling Du Terrail en bevelhebber Hericourt, die beiden in Spaanse dienst waren. De aanvallen werden uitgevoerd in opdracht van Ambrosio Spinola tijdens de Tachtigjarige Oorlog. Het gevecht maakte deel uit van Spinola's veldtocht van 1605-1606. Beide aanslagen mislukten.

## Aanloop
Ambrosio Spinola had Lingen ingenomen en was druk bezig met het herstel werkzaamheden aan de vestingwerken van deze stad. Hericourt de bevelhebber van de Vlaamse stad Hulst en de Franse banneling Du Terrail kregen opdracht om met 1500 man infanterie en 300 man cavalerie de Brabantse stad Bergen op Zoom bij verrassing in te nemen.

## Eerste aanval
In de nacht van 23 augustus trokken de Spaansgezinden bij laag water door het Verdronken Land en de haven, en wisten twee buitenwerken te veroveren. Deze buitenwerken beschermden de stadspoort en de haven. Als ze via de haven waren doorgetrokken zouden zij de stad moeiteloos hebben kunnen innemen. Echter trokken ze naar de poort, om deze middels mijnen te laten springen. Deze mijnen waren echter nat geworden, en de inmiddels gealarmeerde bezetting begon de Spanjaarden te bestoken met alles wat voorhanden was. Toen de dag aanbrak, en het water weer steeg zagen de Spanjaarden in dat het zinloos was door te zetten, en moesten zij de aftocht blazen. Ook de ingenomen buitenwerken werden daarbij opgegeven. Ongeveer dertig aanvallers sneuvelden bij deze aanval.

## Tweede aanval
Een maand later op 21 september ondernamen Du Terrail en bevelhebber Hericourt een tweede poging. Echter binnen de stadswallen was men sinds de laatste aanval extra waakzaam. Ondanks dat de Spanjaarden hiervan op de hoogte waren besloten zij toch door te zetten. Ditmaal vielen de Spanjaarden in de stromende regen vanuit vijf richtingen aan. Bevelhebber van Bergen op Zoom, Paulus Bax, had ook de burgers van wapens voorzien. En samen met de garnizoenssoldaten waren de wallen goed bezet, en wisten zij de aanvallen af te slaan. Bij de Steenbergse poort hadden ze stro en pektoortsen laten branden om de Spaanse aanvaller beter te kunnen observeren. De Spanjaarden hadden met mijnen al twee poorten en de valbrug laten springen. De Spanjaarden sloegen op trommels en de trompet werd al geblazen binnen de wallen van Bergen op Zoom. Alleen de laatste poort moest nog ingenomen worden. Deze poort werd echter met man en macht verdedigd door moedige mannen, vrouwen en kinderen. Volgens overlevering haalden moeders hun kinderen uit de kribbe om deze te vullen met stenen. De Spanjaarden werden beschoten, gestoken, met stenen bekogeld, alles wat voorhanden was. De angstigen zaten geknield op de straten, en baden om hulp. Bij dageraad moest het Spaanse leger zich terugtrekken en moesten zij meer dan honderd doden achterlaten. Onder de verdedigers vielen drie doden, een soldaat en twee burgers.

## Nasleep
Na deze voorvallen drongen de Staten aan bij Maurits van Nassau, de latere prins van Oranje, om 1200 man infanterie en enkele compagnieën ruiters en minstens zes kanonnen naar Gorinchem te sturen, om vandaar weer over de omringende garnizoenen verdeeld te worden. Maurits gaf aan dat hij nu al moeite had de Spanjaarden het hoofd te kunnen bieden, en geen man kon missen. De Staten legden zich uiteindelijk bij Maurits' beslissing neer. Du Terrail trok naar Oldenzaal waar hij vijf maanden later Bredevoort bij verrassing zou innemen.
Over de mislukte aanvallen werd het lied Merck toch hoe sterck geschreven, bekend uit de liedbundel van Valerius.
1574: Slag bij Bergen op Zoom · 
1588: Beleg door Farnese (Parma) · 
1605: Aanvallen op Bergen op Zoom · 
1622: Beleg door Spinola · 
1643: Hinderlaag bij Bergen op Zoom · 
1747: Beleg door Löwenthal